# My všichni školou povinní
My všichni školou povinní je třináctidílný československý televizní seriál z roku 1984 režiséra Ludvíka Ráži. Odehrává se v prostředí jedné základní školy a sleduje osudy učitelů, žáků i jejich rodičů.

## Obsazení
Zaměstnanci školy
- Miroslav Vladyka – Michal Karfík, učitel
- Veronika Žilková – Jana Vychodilová, pionýrská vedoucí
- Jiří Sovák – František Lamač, učitel
- Libuše Havelková – Marcela Božetěchová, učitelka
- Věra Galatíková – Libuše Martínková, ředitelka školy
- Jiřina Švorcová – Kopecká, zástupkyně ředitelky
- Zdena Hadrbolcová – Gajdošová, učitelka a výchovná poradkyně
- Gabriela Vránová – Hedvika Hajská, učitelka
- Julie Jurištová – Andrea Hladíková, učitelka
- Vladimír Menšík – Anderlík, školník
- Dana Medřická – Eliška Zmatlíková, učitelka v důchodu
- Daniela Kolářová – Ivana Brožková, učitelka
- Vlasta Žehrová – Radka Pastýřová, učitelka
- Renáta Doleželová – Jaroslava Úžasná, učitelka
- Simona Stašová – učitelka

Dětské role
- Zbyněk Honzík – Luboš Oliva
- Milan Šimáček – Jirka Oliva
- Jana Janatová – Jitka Povejšová
- Michaela Kudláčková – Barbora Hrdinová
- Martin Krb – Jindřich Jokl
- Monika Kvasničková – Alena Hajská
- Michael Hofbauer – Tonda Anderlík
- Dana Vávrová - Monika Charousková

Rodiče
- Jiří Bartoška – JUDr. Jiří Oliva, soudce
- Jana Šulcová – Helena Olivová, sociální pracovnice
- Jaromír Hanzlík – Filip Povejš, zpěvák
- Jana Preissová – Alice Povejšová, herečka
- Karel Augusta – Karel Hrdina, elektrikář
- Jaroslava Obermaierová – Emilie Hrdinová
- Jiřina Bohdalová – Marie Joklová
- Vladimír Brabec – Richard Jokl
- Miriam Kantorková – Kocábová

Další role
- Jiří Štěpnička – Miloš Haub, přítel Marie Joklové
- Jana Brejchová – Terezka, sestra Filipa Povejše
- Jan Kanyza – manžel Terezky
- Markéta Fišerová – Ajka, vrátná v internátu
- Alexej Pyško – Aleš Král
- Blanka Bohdanová – Iva Lamačová, manželka Františka Lamače
- Petr Kostka – Hajský, manžel Hedviky Hajské
- Eva Hudečková – JUDr. Olga Brechtová, soudkyně
- Jana Janěková – Dana Mrázová, nová manželka Richarda Jokla
- Alena Karešová – inspektorka
- Josef Větrovec – Ježovský
- Gabriela Osvaldová – Zdena, sekretářka u soudu
- Jaroslav Moučka – mistr Slezáček
- Stella Zázvorková – bytná
- Blažena Holišová – Karfíková, matka Michala Karfíka
- Jiří Bruder – Karfík, otec Michala Karfíka
- Míla Myslíková – Vychodilová, matka Jany Vychodilové
- Josef Vinklář – psychiatr
- Valentina Thielová – MUDr. Mašková, lékařka na interně
- Regina Rázlová – lékařka v pedagogicko-psychologické poradně
- Jiří Vala – právník
- Viktor Preiss – vypravěč

## Seznam dílů
1. První zvonění
2. Rovnýma nohama
3. Výbuch
4. Podnájem
5. Spor
6. Rozchod
7. Třídní učitel
8. Rozsudek
9. Dárek k Vánocům
10. Svátky klidu a míru
11. Viníci
12. Návrat
13. Zvonění na časy

## Zajímavosti
- Natáčení trvalo asi dva a půl roku.
- V polovině natáčení zemřela herečka Dana Medřická (penzionovaná učitelka Zmatlíková) a autorka Markéta Zinnerová musela za běhu upravovat scénář.
- Autorka Markéta Zinnerová chtěla, aby seriál režírovala Marie Poledňáková, pro její smysl pro práci s dětskými herci. Ta se však nepohodla s vedením Československé televize, kvůli financování svého filmu S tebou mě baví svět a odešla na Barrandov.
- Prvňáka Jirku Olivu měl původně hrát Pino Foris, nynější manžel Moniky Kvasničkové, která v seriálu hraje osmačku Alenu Hajskou.
- Jeho bratra, osmáka Luboše Olivu, kterému děvčata ukradnou peníze na večírek, měl původně hrát Tomáš Holý. Rozhodl se však ukončit svou filmovou kariéru a roli odmítl.
- Seriálová škola stojí na pražském sídlišti Petřiny, mnoho exteriérů je z Liberce.